# Valeria Golino
Valeria Golino (Napels, 22 oktober 1965) is een Italiaans actrice. Zij won voor haar rol in de film Storia d'amore de prijs voor beste actrice op het Filmfestival van Venetië 1986 en werd in 2003 genomineerd voor een European Film Award voor haar hoofdrol in Respiro.
Golino groeide op in zowel Athene als Napels, als dochter van een Italiaanse vader en een Griekse moeder. In Athene werd ze op haar veertiende model en werd ze ontdekt door de Italiaanse regisseuse Lina Wertmüller, die haar castte voor Scherzo del destino in agguato dietro l'angolo come un brigante da strada (A Joke of Destiny). Nadat zij haar eerste schreden zette in de wereld van de film, verliet zij de middelbare school. In 1985 kreeg Golino een rol in de film Piccoli Fuochi (Little Fires) en in 1986 ontving zij een prijs voor beste actrice voor haar rol in de film Storia d'amore op het filmfestival van Venetië.
Hierna ging Golino naar Hollywood waar ze na haar rol in Big Top Pee-wee meer rollen aangeboden kreeg. Zo speelde ze in het Engelstalige gebied onder meer Susanna, de vriendin van Charlie Babbitt (Tom Cruise) in de film Rain Man. Zij speelde tevens in de films Hot Shots! en Hot Shots! Part Deux aan de zijde van Charlie Sheen.
Golino werd overwogen voor de hoofdrol in Pretty Woman, maar deze ging uiteindelijk naar Julia Roberts omdat Golino nog niet in staat was haar Italiaanse accent te verbergen.

## Filmografie

### Regisseur
- 2013 : Miele

## Prijzen
- 1986 : Storia d'amore :  Beste actrice op het Filmfestival van Venetië
- 1987 : Storia d'amore : Nastro d'argento voor de Beste actrice
- 2002 : Respiro : Nastro d'argento voor de Beste actrice
- 2003 : Respiro : Beste actrice op het Festival international du film d'amour de Mons
- 2006 : La guerra di Mario : Premi David di Donatello voor de Beste actrice